# Otto
Otto je původem germánského mužské křestní jméno. Pochází ze staré horní němčiny, je zřejmě zkrácenou domáckou formou germánských jmen začínající předponou Aud- (dodnes známé podoby Ottfried nebo Ottokar), která se významově vykládá jako hojnost, bohatství, majetek. Ve staré horní němčině se používaly také varianty Audo, Bodo, Hugo, Odo nebo Udo. 
V psaných dokumentech je poprvé doloženo v 7. století u Otta, franského majordoma královského paláce v Austrasii. Jméno také nesl první císař Svaté říše římské, do češtiny překládán jako Ota I. Veliký, a celá jeho dynastie Otonů. 
Dalším významným nositelem byl německý kancléř Otto von Bismarck, kvůli kterému bylo jméno spojováno s Německým císařstvím a jeho obliba v mnohých zemích proto začala klesat.
Jméno je oblíbené zejména v německy mluvících zemích; v Německu, Rakousku a Švýcarsku patří do druhé stovky četnosti křestních jmen. Oblíbené je také v Guatemale. V čeština se jména používá v původní podobě, ale také v podobách Oto a Ota.

## Statistické údaje v České republice
Následující tabulka uvádí četnost jména v České republice a pořadí mezi mužskými jmény v průběhu let, lze z ní tedy vysledovat trend v užívání tohoto jména:
| Rok  | Četnost | Pořadí | Změna četnosti |
| 2010 | 4 515   |        |                |
| 2012 | 4 091   |        | -424           |
| 2016 | 3 627   | 252.   | -464           |

Obliba jména tedy klesá.

## Známí nositelé tohoto jména
- Otto – franský majordomus v polovině 7. století
- Otto Dix – německý malíř
- Otto Freundlich – německý sochař a malíř
- Otto Hanzlíček (1911–1940) – československý vojenský letec
- Otto Král (1904–1943) – český odbojář
- Otto M. Urban (* 1967) – český historik umění
- Otto Šimánek – český herec, Pan Tau
- Otto Tomský – český voják
- Otto von Bismarck – pruský ministerský předseda
- Otto von Habsburg (1912–2011) – rakouský korunní princ a politik
- Otto Wichterle – český vědec a vynálezce